# キアン・ヒーリー
キアン・ヒーリー（Cian Healy、1987年10月7日 - ）は、ユナイテッド・ラグビー・チャンピオンシップ、レンスターに所属するラグビーユニオン選手。2025年3月時点で、アイルランド代表キャップの最多記録保持者である。

## 略歴
2007年、レンスターに加入。ボーダー・ライヴァーズ戦でベンチから出場し、19歳でレンスター公式戦デビューを果たした。 
2009年11月、オーストラリアとのテストマッチで国際デビューを果たした。 
2013年、ブリティッシュ・アンド・アイリッシュ・ライオンズに選ばれた。 
2015年夏には、首のケガで引退寸前までいったが、2017-2018シーズンには復活出場を果たす。 
ラグビーワールドカップ2011・ラグビーワールドカップ2015・ラグビーワールドカップ2019のアイルランド代表に選ばれた。 
2024年11月、アイルランド代表134キャップ目を獲得し、ブライアン・オドリスコルが持つ代表最多133キャップ記録を上回った。 
2025年2月、2024-25シーズンをもってプロラグビーから引退することを発表した。 